# Diocèse d'Agder et de Telemark
Le diocèse d'Agder et de Telemark est l'un des onze diocèses que compte actuellement l'Église de Norvège qui est de confession luthérienne.
Son territoire s'étend sur l'ensemble des comtés de Aust-Agder, Telemark et Vest-Agder, tandis que son siège se trouve à la Cathédrale de Kristiansand. L'évêque diocésien est actuellement Olav Skjevesland.